# My Galileo
My Galileo – utwór białoruskich wokalistów Alaksandry Kirsanawej i Kanstancina Drapiezy, napisany przez duet we współpracy z Aleksiejem Sołomachą, nagrany oraz wydany w 2004 roku.
Utwór był pierwszym w historii numerem reprezentującym Białoruś podczas 49. Konkursu Piosenki Eurowizji w 2004 roku. W styczniu wygrał finał krajowych eliminacji do widowiska, zdobywając największą liczbę głosów telewidzów spośród wszystkich piętnastu kompozycji. W półfinale Konkursu Piosenki Eurowizji organizowanym w maju w Stambule zajął ostatecznie 19. miejsce na 22 uczestników, nie kwalifikując się do stawki finałowej. Podczas występu w chórkach zaśpiewali członkowie zespołu Pjesniary: Piotr Jałfimau i Wiaczasłau Szarapau.